# Jan Žambůrek
Jan Žambůrek (* 13. února 2001 Praha) je český profesionální fotbalista, který hraje na pozici středního záložníka za nizozemský klub Heracles Almelo. Je také bývalým českým mládežnickým reprezentantem.

## Klubová kariéra

### Slavia Praha
Žambůrek zahájil svou kariéru v akademiích Bohemians 1905 a následně Slavie Praha. Byl součástí týmu Slavie do 17 let, který vyhrál double, po výhrách v juniorské lize a poháru v sezóně 2017/18.

### Brentford
Dne 9. srpna 2018 přestoupil Žambůrek do anglického Brentfordu, kde podepsal tříletou smlouvu, s možností prodloužení o další rok. Žambůrek byl poprvé povolán do A-týmu 23. února 2019 na ligový zápas proti Hull City, při výhře 5:1 debutoval v 84. minutě, když vystřídal Saïda Benrahmu, střelce hattricku. Stal se z něj tak první hráč klubu narozený v 21. století, který nastoupil do ligového utkání. Sezónu odehrál s rezervním týmem a pomohl k vítězství v Middlesex Senior Cupu 2018/19.
Žambůrek odehrál předsezónu v roce 2019 s první týmem a následně podepsal čtyřletou smlouvu a byl povýšen do A-týmu. Ke konci října 2019 se stal součástí týmu, když nastupoval na posledních pár minut zápasů. V lednu 2020 skončil Žambůrek druhý v anketě Nejlepší starší dorostenec roku 2019 za Adamem Hložkem. V sezóně odehrál 19 utkání a pomohl týmu k play-off EFL Championship, které však neskončilo postupem Brentfordu do nejvyšší soutěže. Poté, co odehrál dvě utkání v EFL Cupu v sezóně 2020/21, odešel Žambůrek na hostování do konce sezóny.

#### Shrewsbury Town (hostování)
Dne 5. října 2020 se Žambůrek připojil k třetiligovému Shrewsbury Town na roční hostování do konce sezóny 2020/21. Před stáhnutím z hostování dne 11. ledna 2021 odehrál v klubu 9 zápasů.

## Reprezentační kariéra
Žambůrek reprezentoval Českou republikou na úrovních U15, U16, U17, U18 a U19. Dne 5. září 2020 byl poprvé povolán do reprezentace do 20 let na přátelské utkání proti Slovensku, nicméně byl před zápasem z družstva vyčleněn. Žambůrek byl 13. listopadu 2020 povolán do reprezentace do 21 let na zápas proti Řecku v rámci kvalifikace na Mistrovství Evropy do 21 let 2021, ale do zápasu nenastoupil.

## Statistiky
K 24. únoru 2021
| Klub                    | Sezóna  | Liga         | Liga   | Liga | FA Cup | FA Cup | EFL Cup | EFL Cup | Ostatní | Ostatní | Celkem | Celkem |
| Klub                    | Sezóna  | Liga         | Zápasy | Góly | Zápasy | Góly   | Zápasy  | Góly    | Zápasy  | Góly    | Zápasy | Góly   |
| ----------------------- | ------- | ------------ | ------ | ---- | ------ | ------ | ------- | ------- | ------- | ------- | ------ | ------ |
| Brentford               | 2018/19 | Championship | 1      | 0    | 0      | 0      | 0       | 0       | ―       | ―       | 1      | 0      |
| Brentford               | 2019/20 | Championship | 16     | 0    | 2      | 0      | 1       | 0       | 0       | 0       | 19     | 0      |
| Brentford               | 2020/21 | Championship | 6      | 0    | 1      | 0      | 2       | 0       | ―       | ―       | 9      | 0      |
| Brentford               | Celkem  | Celkem       | 23     | 0    | 3      | 0      | 3       | 0       | 0       | 0       | 29     | 0      |
| Shrewsbury Town (host.) | 2020/21 | League One   | 6      | 0    | ―      | ―      | ―       | ―       | 3       | 0       | 9      | 0      |
| Celkem                  | Celkem  | Celkem       | 29     | 0    | 3      | 0      | 3       | 0       | 3       | 0       | 38     | 0      |

## Ocenění

### Klubové

#### Brentford B
- Middlesex Senior Cup: 2018/19[5]

### Reprezentační
Česko U18
- SportChain Cup: 2019[17]